# ایوان چوپیچ
ایوان چوپیچ (انگلیسی: Ivan Čupić؛ زادهٔ ۲۷ مارس ۱۹۸۶) بازیکن هندبال اهل کرواسی است.